# 埃斯特宫 (瓦雷泽)

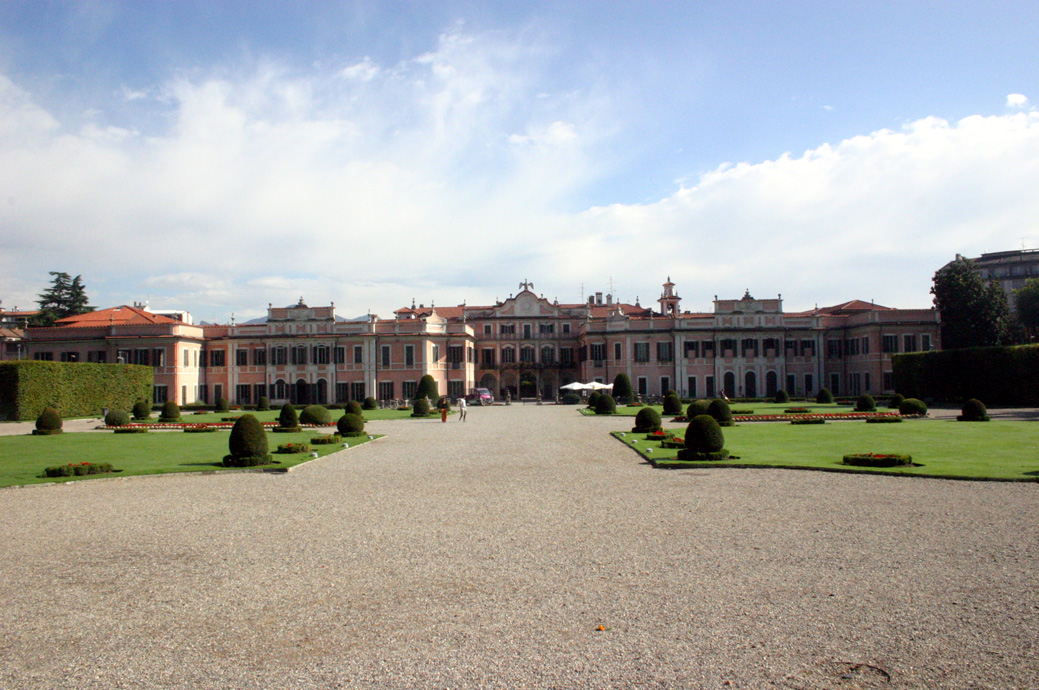

埃斯特宫 是意大利瓦雷泽 的一座巴洛克式宫殿，属于摩德纳公爵和奥地利伦巴第总督  弗朗切斯科三世德埃斯特以及埃斯特家族。
宫殿由建筑师朱塞佩·比安奇设计，于 1760 年完工。1765 年成为弗朗切斯科三世德埃斯特的住所。 
今天，这座宫殿是当地市议会的驻地，举办会议和音乐会。 2010 年 5 月，这里主办了六国集团内政部长会议。 